# Fumarell carablanc

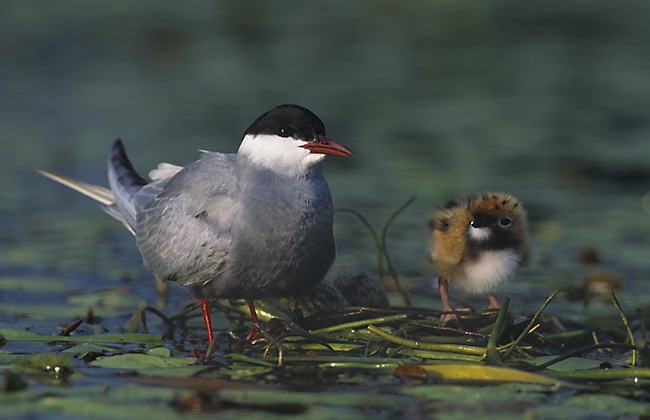
Exemplars madur i immadur de fumarell carablanc.

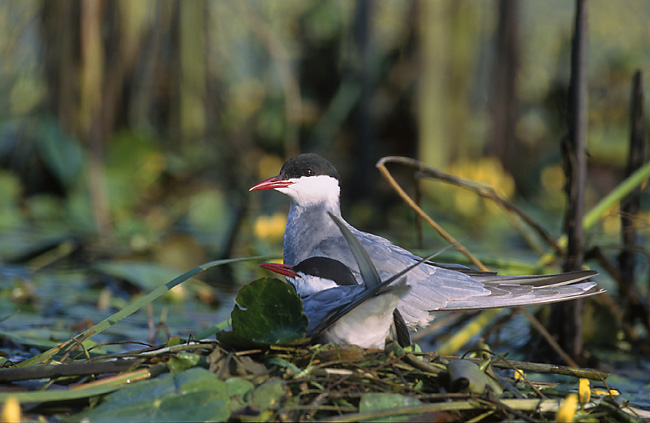
Parella de fumarells carablancs al seu niu.

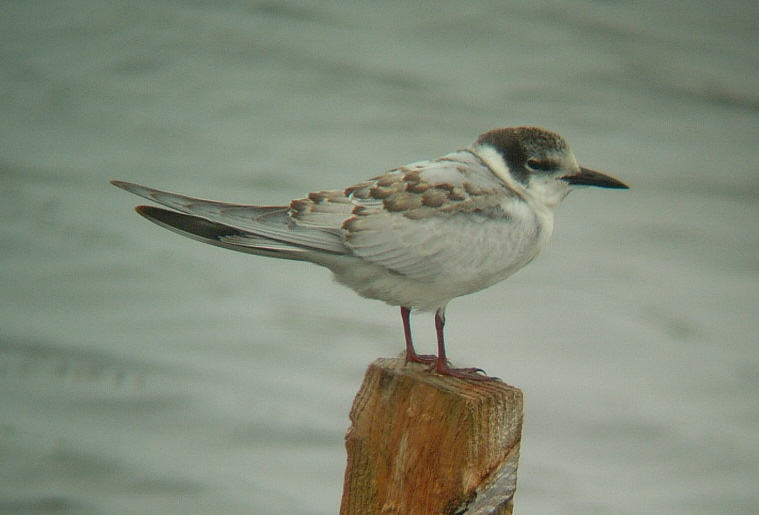
Fumarell carablanc amb plomatge d'hivern.

El fumarell/fumadell carablanc (Chlidonias hybridus) és una espècie d'ocell de l'ordre dels caradriformes que presenta un port semblant al dels xatracs.

## Morfologia
- Fa 24 cm de llargària.
- És d'aspecte una mica més massís que els xatracs.
- Presenta a l'estiu la part superior del cap negra, vorejada d'una banda ampla blanca als costats, i la resta de les parts superiors, de color gris blavós. Les parts inferiors són de color blanc al mentó, gris blau a la gola i al coll, gris negre cap al ventre i blanc a les ales i a les plomes de sota la cua. El bec i les potes són d'un vermell carminat.
- A l'hivern el bec s'ennegreix mentre que la resta del cos s'aclareix, i, aleshores, es fa molt difícil de distingir del fumarell negre.
- Té la cua menys forcada que els xatracs i, més aviat, escotada.

## Subespècies
- Chlidonias hybridus hybridus (Euràsia)
- Chlidonias hybridus delalandii (Àfrica oriental i Austral)
- Chlidonias hybridus javanicus (des de Java fins a Austràlia).

## Reproducció
Mascle i femella construeixen una plataforma flotant en masses d'aigua dolça amb vegetals (tant macròfits com canyes) i, al juny-juliol, la femella la utilitza per dipositar-hi 2 o 4 ous de color verdós clapejats de negre. Els dos progenitors coven els ous durant 14-18 dies i, també, tots dos pares s'encarregaran de la vigilància dels petits, que volaran al cap de tres setmanes.
Es reprodueix al Delta de l'Ebre, a El Fondo i a Santa Pola, malgrat que antigament ho feia en altres zones humides.

## Alimentació
Sobre les aigües somes caça al vol libèl·lules. De vegades, també caça petits amfibis i peixos que atrapa en aigües dolces o salabroses mitjançant hàbils cabussades.

## Distribució geogràfica
Viu a les 3/4 parts inferiors de la península Ibèrica i en alguns indrets de la resta d'Europa (la Camarga, llacs suïssos, etc.).

## Costums
Les poblacions tropicals són sedentàries, però les europees i asiàtiques hivernen a Àfrica i a l'Àsia meridional, respectivament.
És migrador estival freqüent als Països Catalans que pot observar-se durant les migracions, i sedentari (alguns individus poden quedar-se a hivernar en el sud del Principat de Catalunya i al País Valencià).
Per dormir es reuneixen en grans grups i dejorn s'escampen per menjar. En canvi, per niar, s'ajunten en colònies disperses on cerquen aigües dolces amb poca fondària i també arrossars o estanys que tinguin vegetació espessa.

## Observacions
A causa de la seua preferència pels insectes, s'ha vist molt perjudicat per les fumigacions amb insecticides i pesticides que s'han dut a terme en anys passats i que han eliminat un gran nombre d'adults.